# Hebrus longivillus
Hebrus longivillus är en insektsart som beskrevs av Polhemus och Mckinnon 1983. Hebrus longivillus ingår i släktet Hebrus och familjen vitmosseskinnbaggar. Inga underarter finns listade i Catalogue of Life.